# Asociación Herpetológica Argentina
La Asociación Herpetológica Argentina (AHA) es una asociación civil sin fines de lucro argentina del ámbito científico, que nuclea a los herpetólogos de todo el país. 
Fundada el 8 de septiembre de 1982, es la más antigua sociedad de herpetólogos de América del Sur. El acta constitutiva se firmó en el Museo Argentino de Ciencias Naturales Bernardino Rivadavia, en Buenos Aires. Su primera sede estuvo en el Museo de La Plata y, excepto el lapso entre 1993 y 2000 que  funcionó en la Fundación Miguel Lillo de Tucumán, sigue en el mismo museo.

## Objetivos
Promover los conocimientos acerca de la herpetología; fomentar y mejorar la investigación, el estudio, la aplicación y divulgación de la materia; realizar estudios científicos; fomentar el cuidado de la fauna (anfibios y reptiles) y propugnar por el ejercicio ético en la práctica de la herpetología; participar en el intercambio científico con otras entidades con similares objetivos. 

## Congresos
El 6 de septiembre de 1983 la AHA organizó la primera «reunión de comunicaciones herpetológicas» en el Museo Argentino de Ciencias Naturales. Estas reuniones se llevaron a cabo hasta 2003 cuando se reemplazaron por congresos argentinos anuales.
El primer «Congreso argentino de Herpetología» se celebró en San Miguel de Tucumán; también fue el primero en Sudamérica. Además de Argentina, se realizaron en Chile, Uruguay, Brasil, Venezuela, Perú, México y Cuba.

## Publicaciones
- En febrero de 1983 apareció el primer número del Boletín de la Asociación Herpetológica Argentina,[1][2]  tipeado en sus inicios y durante diez años en máquina de escribir y reproducido mediante fotocopiado, hasta que se incorporó a la red Internet como boletín electrónico.

- La revista Cuadernos de Herpetología se publica desde agosto de 1985,[3] con noticias del ámbito científico, trabajos de investigación originales relacionados con anfibios y reptiles (anatomía, fisiología, embriología, sistemática, taxonomía, ecología, comportamiento, zoogeografía).

Otras publicaciones fueron la Serie de divulgación  y Monografías, este último destinado al desarrollo de un solo tema en particular.